# Число капілярності
Число́ капіля́рності (Cp або Ca) — критерій подібності у гідродинаміці, що ґрунтується на співвідношенні між в'язким тертям і поверхневим натягом. 
Воно визначається за такою формулою:
{\displaystyle \operatorname {Cp} \,={\frac {\eta \,v}{\sigma }}},
де
- {\displaystyle v\,} — швидкість;
- {\displaystyle \sigma \,} — коефіцієнт поверхневого натягу;
- {\displaystyle \eta \,} — динамічна в'язкість.

Для великих значень чисел капілярності вирішально впливають на протікання рідини її характеристики в'язкості, для малих чисел (зазвичай, менших за 10-5) — поверхневі (капілярні) ефекти.

## Часткові визначення
Якщо потрібно врахувати кут меніска {\displaystyle \theta }, то число капілярності записується у вигляді:
{\displaystyle \operatorname {Cp} \,={\frac {\eta \,v}{\sigma \cos \theta }}}.
Число капілярності у пористому середовищі визначається так:
{\displaystyle \operatorname {Cp} \,={\frac {\eta \,v}{\sigma \Pi }}},
де {\displaystyle \Pi } — пористість.